# John Goodall
John Goodall (19 de juny de 1863 - 20 de maig de 1942) fou un futbolista anglès de la dècada de 1890 i entrenador.
Fou internacional amb la selecció d'Anglaterra i destacà com a jugador de Kilmarnock Athletic FC, Preston North End FC, Watford FC i RC Roubaix, entre d'altres. Dels dos darrers també en fou entrenador.
Goodall també jugà pel Derbyshire County Cricket Club.